# Kira Bilecky
Kira Marie Bilecky Drago (12 de abril de 1986) es una exfutbolista peruana nacida en Estados Unidos que jugó como defensa. Ha sido integrante de la selección femenina de Perú .

## Biografía
Bilecky se crio en Washington D. C.. Nació de padre estadounidense y madre peruana. Asistió a la escuela secundaria Woodrow Wilson en Washington D. C. y a la Universidad Purdue en West Lafayette, Indiana.

## Carrera deportiva
Bilecky ha jugado en el Åland United de Finlandia.

### Carrera internacional
Bilecky acompañó a Perú en los Juegos Bolivarianos de 2005.   Ella internacionalizó a nivel senior durante el Campeonato Sudamericano de Fútbol Femenino 2006.

## Vida personal
Bilecky está casada con Tiffany Turner.